# Тетрафтороборат рубидия
Тетрафтороборат рубидия — неорганическое соединение, 
соль щелочного металла рубидия и борофтористоводородной кислоты
с формулой Rb[BF4],
кристаллы,
слабо растворимые в воде.

## Физические свойства
Тетрафтороборат рубидия образует бесцветные кристаллы
ромбической сингонии,
пространственная группа P bnm,
параметры ячейки a = 0,7296 нм, b = 0,9108 нм, c = 0,5636 нм, Z = 4 .
Слабо растворим в воде.